# Bundesstraße 33
Die Bundesstraße 33 (Abkürzung: B 33) ist eine Bundesstraße in Baden-Württemberg. Sie verbindet die Oberrheinische Tiefebene mit der Bodenseeregion und überquert dabei den Schwarzwald. Sie ist zwischen Offenburg und dem Dreieck Donaueschingen ein Teilstück der Europastraße 531.

## Geschichte

### Ursprung
Die Landstraße von Straßburg nach Schaffhausen wurde um 1757 durch gemeinsame Initiative der angrenzenden Kleinstaaten zu einer Chaussee ausgebaut. 1760 fuhr die erste Postkutsche zwischen Straßburg und Ulm über diese neugebaute Straße.

### Frühere Strecken und Bezeichnungen
Die Landstraße zwischen Kehl und Schaffhausen wurde 1901 als badische Staatsstraße Nr. 28 bezeichnet. Die in Donaueschingen abzweigende Straße nach Ludwigshafen am Bodensee wurde als badische Staatsstraße Nr. 57 bezeichnet. Die 1932 eingeführte Fernverkehrsstraße 33 (FVS 33), 1934 in Reichsstraße 33 (R 33) umbenannt, endete nicht in Ravensburg, sondern in Konstanz.

## Verlauf
Die Bundesstraße 33 zweigt bei Willstätt von der B 28 ab und führt über Offenburg durch das Kinzigtal im Schwarzwald. In Haslach trifft sie auf die B 294 und verläuft bis Hausach deckungsgleich mit dieser. Bei Hausach verlässt sie das Kinzigtal und folgt dem Tal der Gutach, bei Triberg knickt sie in Richtung Villingen ab. Bei Bad Dürrheim trifft sie auf die B 27 und verläuft bis Hüfingen deckungsgleich mit dieser. Dort verlässt sie die B 27 und führt deckungsgleich mit der B 31 zur Anschlussstelle Geisingen auf die A 81.
Auf dem gemeinsamen Verlauf mit der B 27 und der B 31 fehlen jedoch mittlerweile fast alle Hinweise auf einen Co-Verlauf der B 33.
Erst beim Autobahnkreuz Hegau (A 81, A 98) verlässt sie die A 81 wieder. Sie übernimmt zwischen dem Autobahnkreuz Hegau und Konstanz die Funktion als Bodenseeschnellweg, nachdem Planungen aus den 1970er Jahren aufgegeben wurden, dort die A 81 weiterzuführen. Zeitweilig war dieser Abschnitt auch als Autobahn A 881 geplant.
Sie ist zwischen dem Autobahnkreuz Hegau einschließlich der Ortsumgehung Radolfzell bis zum Ausbauende bei Allensbach-West autobahnartig ausgebaut. Zwischen dem Autobahnkreuz Hegau und Singen/Steißlingen ist sie in Richtung Süden als Bundesstraße beschildert, in Richtung Norden als Autobahn.
Für den weiteren, vierstreifigen Ausbau der Bundesstraße von Allensbach-West in Richtung Konstanz wurde 2007 das Planfeststellungsverfahren abgeschlossen.
Vorgesehen ist ein RQ 20, d. h. eine vierstreifige Fahrbahn ohne Pannenstreifen. Als Lärmschutzmaßnahme sind auch mehrere Tunnelbauwerke geplant, die den Gesamtausbau insgesamt rund 112 Millionen Euro teuer machen. Der Ausbau in diesem Bereich wurde in die Bauabschnitte A–F aufgeteilt.
Die Abschnitte A, B wurden im Dezember 2019 fertiggestellt, der Abschnitt F im Dezember 2018 und der Abschnitt E im Juli 2022.
Die Abschnitte C-D sind im Bau. Die Gesamtfertigstellung ist für das Jahr 2034 geplant.

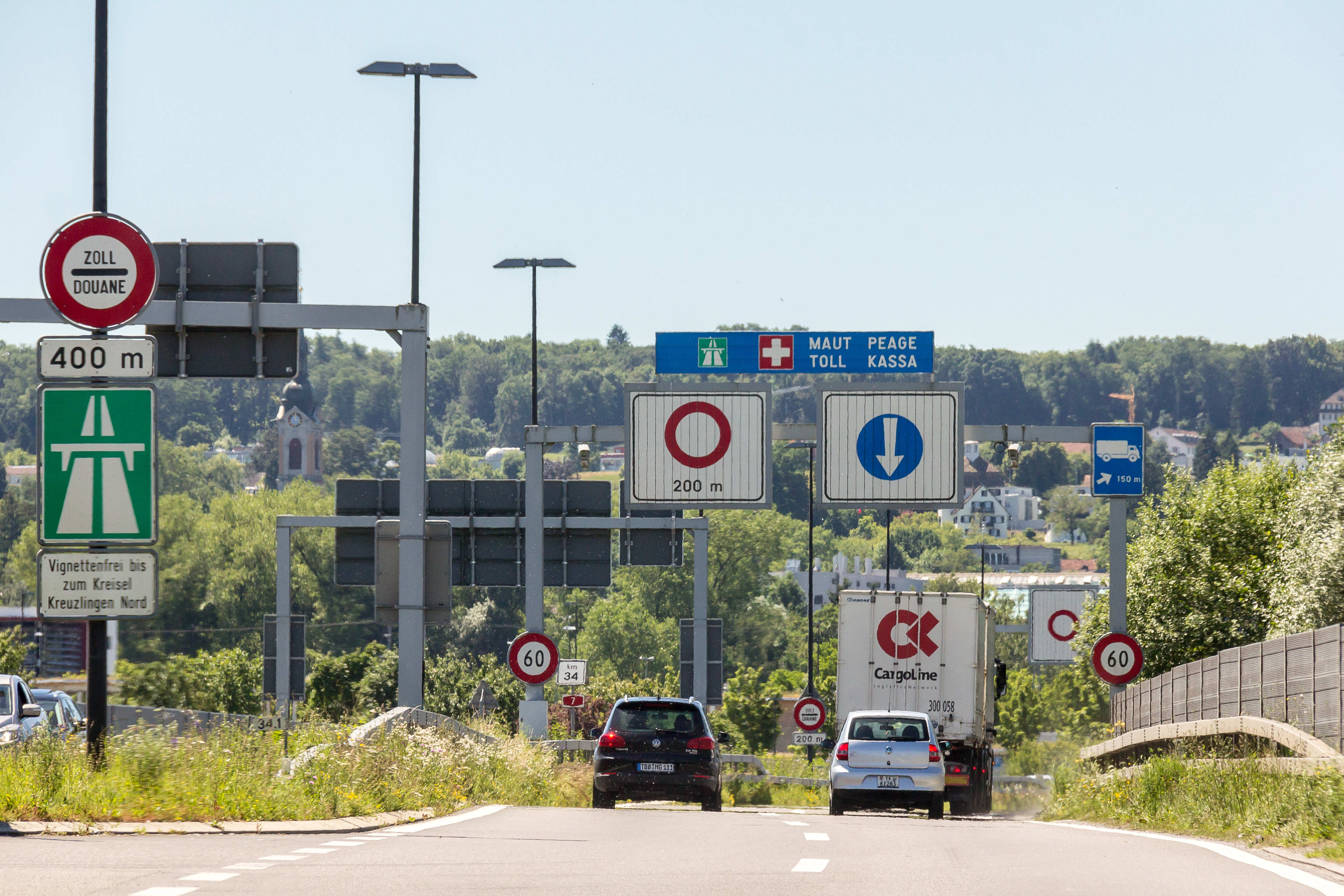
Abzweig als B 33n unmittelbar vor der Deutsch-Schweizerischen Grenze

Zwischen Radolfzell und Konstanz führt sie entlang des Bodensees bis nach Staad. Zwischen Staad und Meersburg ist die Bundesstraße 33 durch eine Fährverbindung über den Bodensee unterbrochen. Von Meersburg führt sie weiter bis nach Ravensburg. Vom sogenannten Kindlebildknoten vor den Toren der Stadt Konstanz (hier kreuzt sich die B 33 mit dem Damm zur Insel Reichenau) bis zur Staatsgrenze Deutschland-Schweiz ist die B 33 auf vier Fahrstreifen ausgebaut.

## Verkehrsfreigaben
Bis 1991 wurden die B 33 zwischen Gremmelsbach und Triberg für 72,2 Mio. DM ausgebaut und dabei drei kleinere Tunnel errichtet: der Zuckerhut-Tunnel (194 m), der Steinbis-Tunnel (163 m) sowie der Himmelreich-Tunnel (129 m). Dadurch werden einerseits einige Schleifen der Gutach abgekürzt sowie insbesondere auch die Ortschaft Schonachbach sowie das an der B 33 liegende Sägewerk vom Durchgangsverkehr der Bundesstraße befreit.
Die insgesamt 107,7 Mio. DM teure Ortsumgehung für die Stadt Hausach wurde 1995 freigegeben, sie verläuft im nördlichen Bogen um die Stadt herum durch den 1.085 Meter langen Sommerbergtunnel.
Am 3. Juli 2006 wurde die Ortsumgehung Hornberg freigegeben, deren Hauptbestandteil ein etwa 1,9 Kilometer langer Tunnel ist. Der rund 2,5 Kilometer lange Abschnitt hat laut Aussage des Bundesverkehrsministeriums 50 Millionen Euro gekostet. 
Seit dem Jahr 2017 ist der vierstreifig ausgebaute Abschnitt zwischen Offenburg und Gengenbach-Nord für den Verkehr freigegeben. Zuletzt wurde mit der Freigabe des Tunnels (Reichenau-)Waldsiedlung der vierstreifige Teil der B 33 neu von Konstanz kommend bis kurz vor Hegne verlängert.